# Rebekka (Übersetzerpreis)
Die Rebekka (Eigenschreibweise REBEKKA) ist ein seit dem Jahr 2021 verliehener Preis für Übersetzer, die bei Preisverleihungen aufgrund der gegenwärtig üblichen Bewertungskriterien nicht berücksichtigt werden. Erwünscht, aber nicht entscheidend ist, dass sich die Ausgezeichneten berufspolitisch für die Belange der Übersetzerschaft engagieren oder engagiert haben.

## Vergabemodalitäten
Der durch private Spenden finanzierte Preis wird jährlich vom Freundeskreis zur Förderung literarischer und wissenschaftlicher Übersetzungen e. V. verliehen. Er ist mit 5000 Euro dotiert, Zustiftungen sind möglich.
Der Freundeskreis beruft jährlich eine dreiköpfige Jury ein, bestehend aus zwei Übersetzern sowie (falls er das möchte) dem Preisträger des Vorjahres.

## Ziel der Preises
Der 1966 gegründete Freundeskreis verleiht bereits seit 1978 bzw. 1979 zwei angesehene Übersetzerpreise, den Helmut-M.-Braem-Übersetzerpreis sowie den Christoph-Martin-Wieland-Übersetzerpreis. Da die Vereinsmitglieder größtenteils selbst professionelle Literaturübersetzer sind, war die Stiftung der Rebekka durch eine besondere Kenntnis der Lücken im Vergabewesen von Übersetzerpreisen motiviert. Das Anliegen lautet: „Rebekka ehrt Übersetzer:innen, die seit vielen Jahren gut, begeistert, beharrlich und häufig schlecht bezahlt Belletristik und Sachbücher übersetzen und trotz ihrer langen Titelliste zu wenig beachtet werden – unter anderem, weil die von ihnen übersetzten Bücher selten oder nie zu jenen gehören, die im Feuilleton besprochen und mit bereits existierenden Übersetzungspreisen geehrt werden. Dabei erreichen die von ihnen übersetzten Bücher – beispielsweise aus den Bereichen Unterhaltungsroman, Krimi, Science Fiction, Fantasy sowie Kinder-  und Jugendliteratur –, oft hohe Auflagen und bilden das finanzielle Fundament vieler Verlage.“

## Preisträgerinnen
- 2021: Cornelia Holfelder-von der Tann, Englisch-Übersetzerin
- 2022: Maike Dörries, Übersetzerin aus den skandinavischen Sprachen
- 2023: Regina Rawlinson, Englisch-Übersetzerin
- 2024: Anne Emmert (1964–2024), Sachbuch-Übersetzerin aus dem Englischen
- 2024: Margarete Längsfeld (1936–2023), posthume Ehrung als „Rebekka der ersten Stunde“